# Dave Rubin

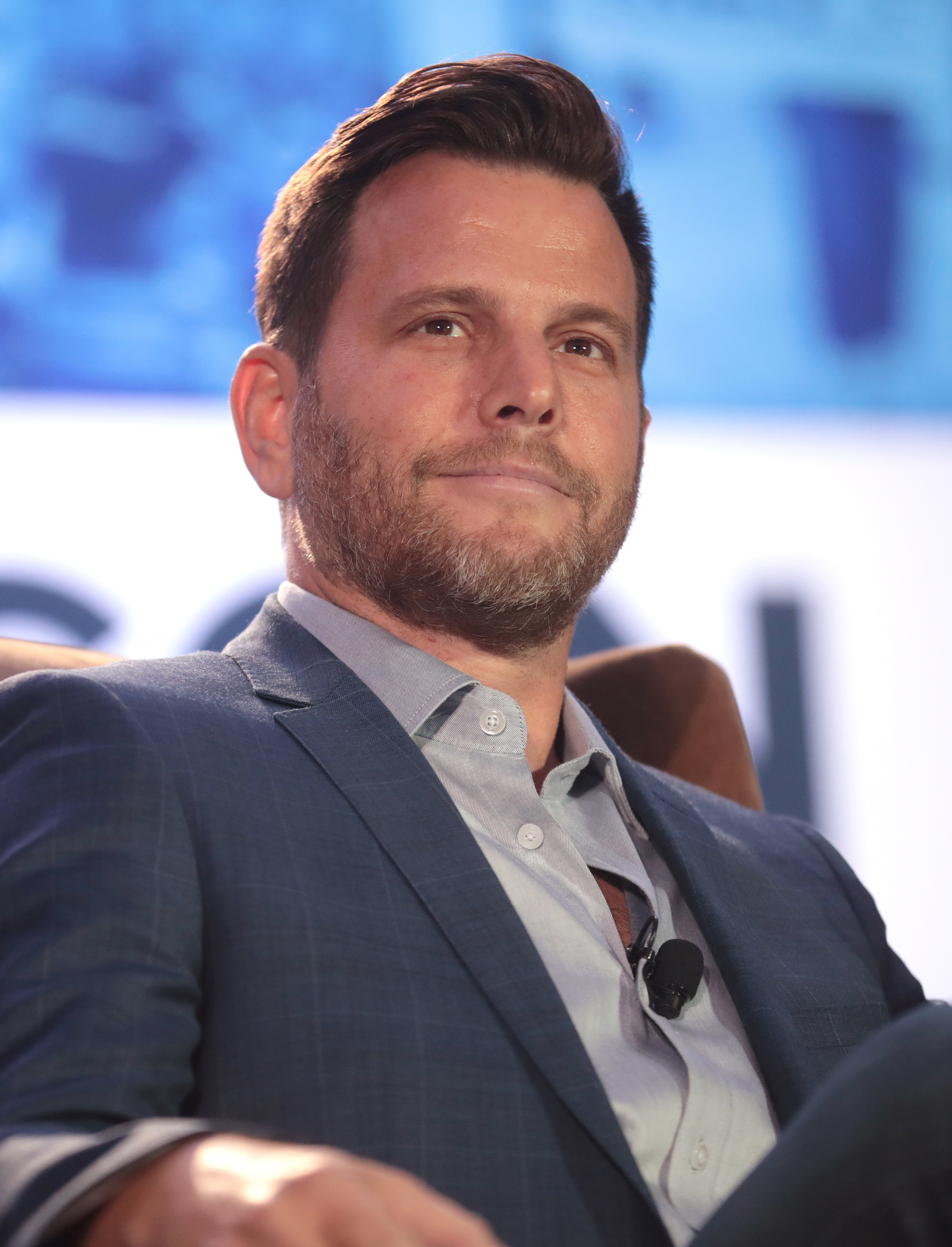
Dave Rubin (2019)

David Joshua Rubin (* 26. Juni 1976 in New York City) ist ein US-amerikanischer politischer Kommentator, YouTuber, Podcaster, Autor und Moderator. Er ist der Schöpfer und Gastgeber von The Rubin Report, einer politischen Talkshow auf YouTube und dem Netzwerk BlazeTV. Er wird als Teil des Intellectual Dark Web angesehen. Rubin wird im Allgemeinen als konservativ oder libertär beschrieben. Rubin hat sich selbst als klassischen Liberalen bezeichnet.

## Biografie
Rubin wurde in Brooklyn geboren und wuchs in einem säkularen jüdischen Haushalt auf Long Island auf. Er besuchte die Binghamton University und erwarb einen Bachelor-Abschluss in Politikwissenschaften. Er begann danach als Comedian und Podcaster zu arbeiten. Im Mai 2009 war Rubin Mitbegründer und Co-Moderator des Podcasts The Six Pack. Von Oktober 2011 bis Dezember 2012 war The Six Pack auf Sirius XM Radio als Live-Talkshow zu hören. Während seiner Zeit bei Sirius XM erstellte Rubin Anfang September 2012 seinen eigenen Account auf YouTube mit dem Namen Rubin Report. Im Januar 2013 wechselte Rubin zu dem als linksliberal geltenden Medien-Netzwerk The Young Turks, wo er die Sendung The Rubin Report moderierte. Er zog deshalb von New York City nach Los Angeles. Er verließ The Young Turks 2015, unter anderem wegen zunehmender ideologischer Differenzen. Bis Mai 2019 hatte der YouTube-Kanal von The Rubin Report 200 Millionen Aufrufe erreicht. Im Jahr 2019 wurde The Rubin Report auf BlazeTV verfügbar, einem konservativen Abo-Videoservice, der von Glenn Beck betrieben wird. Auf dem Kanal traten unter anderem Persönlichkeiten wie Ben Shapiro und Jordan Peterson auf. Auch Mitglieder der Neuen Rechten und Alt-Right wie Lauren Southern oder Stefan Molyneux kamen zur Sprache.

## Persönliches
Rubin hat sich 2006 öffentlich als schwul geoutet. Folglich steht seine Rede den Prinzipien und Tugenden des LGBT-Konservatismus nahe. Er ist seit 2015 mit David Janet verheiratet. Früher bezeichnete er sich selbst als Agnostiker oder Atheist, aber im Dezember 2019 sagte er, er sei kein Atheist mehr.

## Veröffentlichungen
- Don't Burn This Book: Thinking for Yourself in an Age of Unreason. (2020)  McClelland & Stewart
- Don't Burn This Country: Surviving and Thriving in Our Woke Dystopia. (2022)